# ژبر آلکین
ژبر آلکین (انگلیسی: Xeber Alkain؛ زادهٔ ۲۶ ژوئن ۱۹۹۷) بازیکن فوتبال اهل اسپانیا است.
از باشگاه‌هایی که در آن بازی کرده است می‌توان به باشگاه فوتبال دپورتیوو آلاوس و باشگاه فوتبال رئال سوسیداد بی اشاره کرد.